# Kalsbach (Marienheide)
Kalsbach ist eine Ortschaft in der Gemeinde Marienheide im Oberbergischen Kreis, Nordrhein-Westfalen, Deutschland.

## Geographie
Kalsbach liegt etwa 4,4 km südöstlich des Hauptortes.

## Geschichte
Im Jahr 1450 wurde Kalsbach zum ersten Mal urkundlich erwähnt: Peters Kinder von Kaltzbecke erhalten mit anderen ein Privileg für ein Eisenbergwerk im Kirchspiel Müllenbach.

## Vereine
Der Verein Trabant-Freunde Kalsbach e. V. wurde im Mai 2008 gegründet und widmet sich der Pflege, Wartung und Erhaltung der in Mitgliederbesitz befindlichen IFA-Fahrzeuge (Moskwitsch, Barkas etc.) und Trabant-Automobile des Unternehmens Sachsenring.

## Verkehr
Die Haltestellen Rosenstraße und Kalsbach werden über die Buslinie 336 (Marienheide – Gummersbach – Remscheid) angeschlossen.
Die Bundesstraße B256 verläuft durch die Ortschaft.